# Charles Torossian

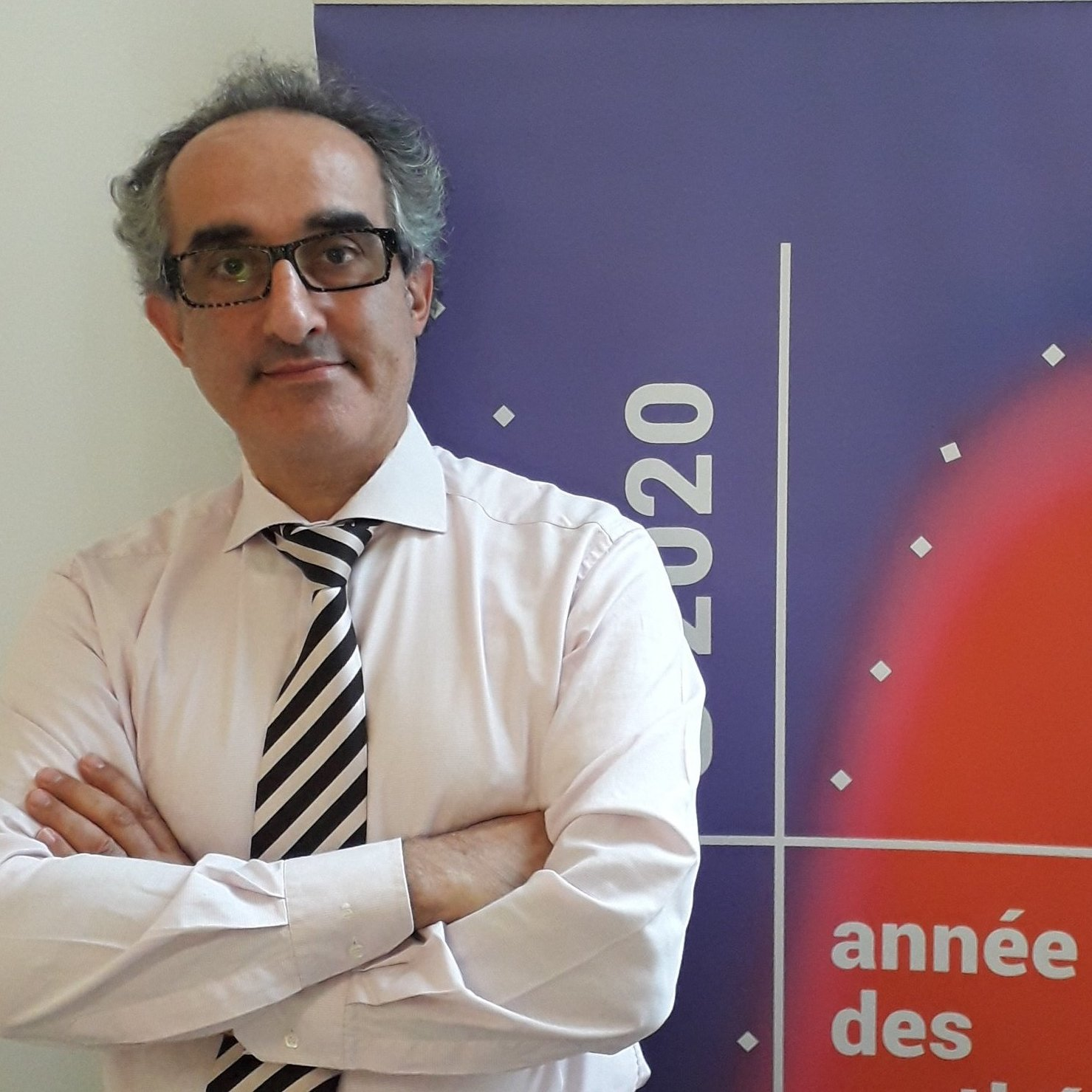
Charles Torossian

Charles Torossian (geb. vor 1991) ist ein französischer Mathematiker und französischer Generalsekretär für Erziehung.
Torossian studierte an der École normale supérieure in Paris und wurde 1991 bei Michel Duflo an der Universität Paris VII (Denis Diderot) promoviert (Symmetric Spaces). Er ist Professor an der Universität Paris VII. Außerdem ist er Generalinspektor für Erziehung (Inspecteur général de l'Education nationale) der französischen Regierung.
Als Mathematiker befasst er sich mit Darstellungstheorie von Lie-Gruppen und -Algebren sowie Deformationsquantisierung. Insbesondere ist er für Arbeiten im Umfeld der Kashiwara-Vergne-Vermutung bekannt. Deren vollständiger Beweis durch Eckhard Meinrenken und Anton Alekseev (2006) baut auf Arbeiten von Torossian auf (Torossian hielt darüber einen Vortrag im Bourbaki-Seminar, Nr. 980, 2008) und 2008 gab er mit Alekseev einen alternativen Beweis, beruhend auf Drinfeld Assoziatoren.
Mit Cédric Villani legte er 2018 einen Report für die Reform des Mathematikunterrichts an französischen Schulen vor (21 mesures pour enseignement des mathématiques).

## Schriften
- Opérateurs différentiels invariants sur les espaces symétriques, II: L’homomorphisme de Harish-Chandra généralisé, J. Funct. Anal., Band 117, 1993, S. 174–214
- L’homomorphisme de Harish-Chandra pour les paires symétriques orthogonales et parties radiales des opérateurs différentiels invariants sur les espaces symétriques, Bull. Soc. Math. France, Band 126, 1998, S. 295–354
- mit Anton Alekseev, Carlo A. Rossi, Thomas Willwacher: Logarithms and Deformation Quantization, Inventiones Mathematicae, Band 206, 2016, S. 1–26, Arxiv
- mit A. Alekseev: The Kashiwara-Vergne Conjecture and Drinfeld's associators, Annals of Mathematics, Band 175, 2012, S. 415–463, Arxiv
- mit A. S. Cattaneo, C. Rossi: Biquantization of symmetric pairs and the quantum shift, J. Geom. Phys., Band 74, 2013, S. 211–250, Arxiv
- mit Alekseev: On triviality of the Kashiwara-Vergne problem for quadratic Lie algebras, C. R. Math. Acad. Sci. Paris, Band 347, 2009, S. 21–22, 1231–1236. Arxiv
- mit Alekseev: Kontsevich deformation quantization and flat connections, Comm. Math. Phys., Band 300, 2010, S. 47–64, Arxiv
- mit B. Enriquez, A. Alekseev: Drinfeld associators, braid groups and explicit solutions of the Kashiwara-Vergne equations, Publ. Math. Inst. Hautes Études Sci., Band 112, 2010, S. 143–189, Arxiv
- Applications de la bi-quantification à la théorie de Lie in: Higher structures in geometry and physics, Progr. Math., 287 Birkhäuser/Springer, New York, 2011, S. 315–342, Arxiv
- mit Alberto Cattaneo: Quantification pour les paires symétriques et diagrammes de Kontsevich, Annales Sci. de l'Ecole Norm. Sup., 2008, S. 787–852, Arxiv
- Déformation, Quantification, Théorie de Lie, Panoramas et Synthèses, Nr. 20, 2005
- mit Martin Andler, Siddharta Sahi: Convolution of invariant distributions: Proof of the Kashiwara-Vergne conjecture, Letters in Mathematical Physics, Band 69, 2004, S. 177–203 Arxiv
- Sur la conjecture combinatoire de Kashiwara-Vergne, J. Lie Theory, Band 12, 2002, S. 597–616